# 네메아
네메아(그리스어: Νεμέα)는 그리스의 펠로폰네소스반도 북동부에 있는 엘리소스강 골짜기 꼭대기 근처에 있는 고대 유적이다. 옛날에는 아르고스의 클레오나이(Cleonae)의 일부로, 현재는 코린토스의 일부이다. 남서쪽으로 헤라클리온이라는 작은 마을이 있고, 서쪽으로 뉴네메아라는 마을이 있다.

## 개요

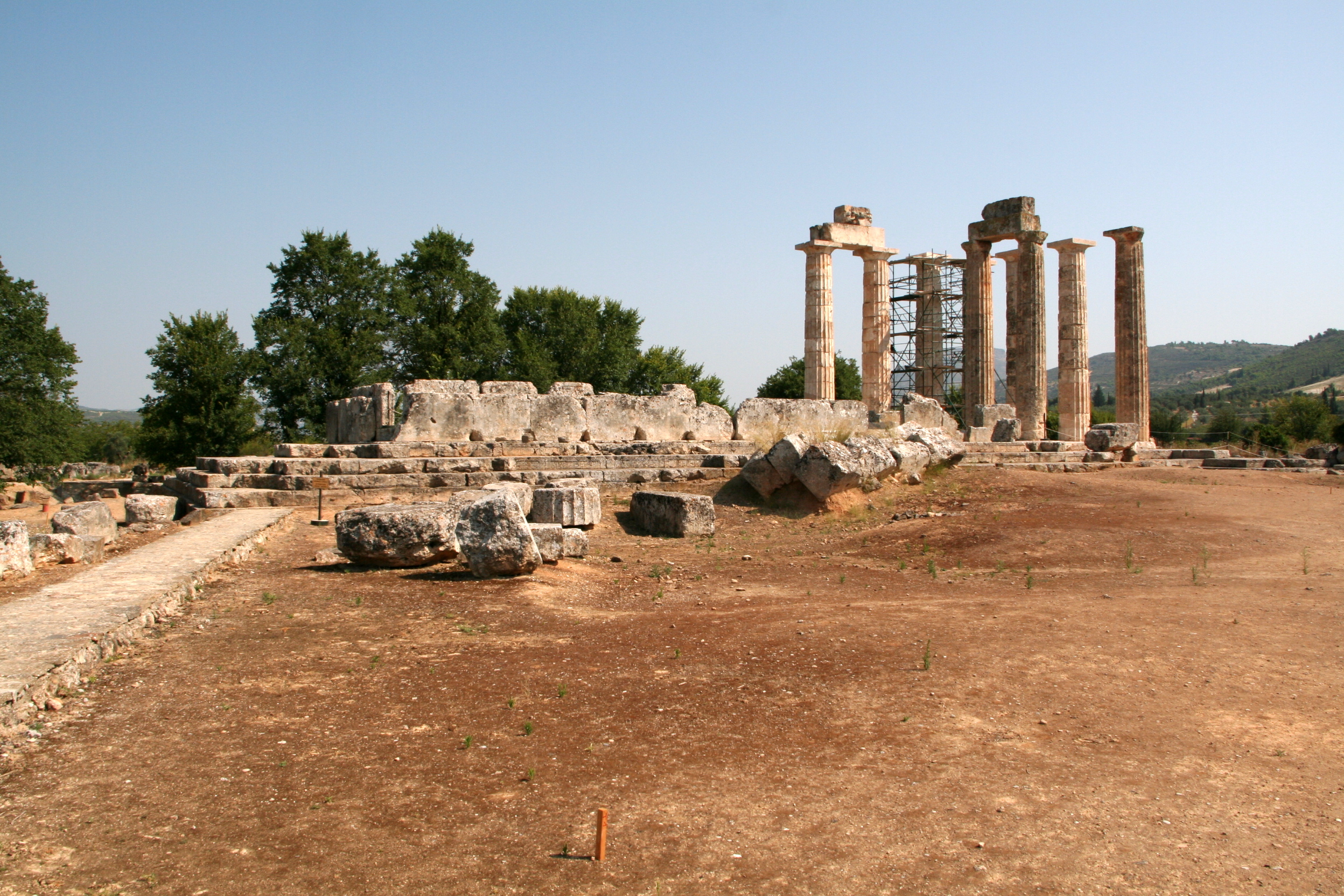
제우스 신전

그리스 신화에서 네메아는 헤라클레스에게 퇴치된 네메아의 사자가 살았던 곳으로 유명하다. 또한 이곳은 렘노스 섬의 여왕으로 추방된 유모 힙시필레가 아르고스에서 테바이로 가는 길에 테바이를 공격한 일곱 장수를 위해 물을 가지러 간 사이, 파슬리 침대에 자고 있던 네메아 왕 리쿠르고스의 아들 오펠테스가 뱀에게 물려 죽은 곳이기도 하다. 일곱 장군은 죽은 아이를 기리기 위해 ‘네메아 제전’(Nemean Games)을 개최했다. 그 승리의 관은 파슬리로 되어 있고, 심판은 애도의 표시로 검은 로브를 입었다. 그 시기는 늦어도 기원전 573년 이전이며, 장소는 제우스 신전이었다. 기원전 4세기에 만들어진 신전의 3개의 기둥은 건설될 때부터 남아 있었고, 2002년에 또 다른 2개가 재건되었고, 2007년에는 또한 다른 4개 지어졌다. 신전 주위의 유적도 발굴되었는데, 큰 제단, 공중목욕탕, 여관이 포함되어 있다. 이 신전은 토루 위에 지금도 볼 수 있는 고졸기 그리스(Archaic Greece)의 신전 유적 위에 세워져 있다. 최근에 발견된 경기장에서 눈길을 끄는 것은 잘 보존된 아치형 동굴의 입구로 기원전 320년 무렵의 것이다. 동굴의 입구 벽에는 고대의 낙서도 발견되었다.
발굴 시 발견된 것은 캘리포니아 대학 발굴 조사의 일환으로 지어진 박물관에 전시되어 있다.